# Mombeja
Mombeja é uma povoação portuguesa do Município de Beja que foi sede da extinta Freguesia de Mombeja, freguesia que tinha 55,78 km² de área e 386 habitantes (2011), e, por isso, uma densidade populacional de 7 hab/km².
Foi extinta em 2013, no âmbito de uma reforma administrativa nacional, tendo sido agregada à Freguesia de Santa Vitória, para formar uma nova freguesia denominada União das Freguesias de Santa Vitória e Mombeja com sede em Santa Vitória.

## População
| População da freguesia de Mombeja (1864 – 2011) | População da freguesia de Mombeja (1864 – 2011) | População da freguesia de Mombeja (1864 – 2011) | População da freguesia de Mombeja (1864 – 2011) | População da freguesia de Mombeja (1864 – 2011) | População da freguesia de Mombeja (1864 – 2011) | População da freguesia de Mombeja (1864 – 2011) | População da freguesia de Mombeja (1864 – 2011) | População da freguesia de Mombeja (1864 – 2011) | População da freguesia de Mombeja (1864 – 2011) | População da freguesia de Mombeja (1864 – 2011) | População da freguesia de Mombeja (1864 – 2011) | População da freguesia de Mombeja (1864 – 2011) | População da freguesia de Mombeja (1864 – 2011) | População da freguesia de Mombeja (1864 – 2011) |
| ----------------------------------------------- | ----------------------------------------------- | ----------------------------------------------- | ----------------------------------------------- | ----------------------------------------------- | ----------------------------------------------- | ----------------------------------------------- | ----------------------------------------------- | ----------------------------------------------- | ----------------------------------------------- | ----------------------------------------------- | ----------------------------------------------- | ----------------------------------------------- | ----------------------------------------------- | ----------------------------------------------- |
| 1864                                            | 1878                                            | 1890                                            | 1900                                            | 1911                                            | 1920                                            | 1930                                            | 1940                                            | 1950                                            | 1960                                            | 1970                                            | 1981                                            | 1991                                            | 2001                                            | 2011                                            |
| 452                                             | 636                                             | 606                                             | 689                                             | 792                                             | 820                                             | 855                                             | 999                                             | 1 065                                           | 1 002                                           | 775                                             | 554                                             | 510                                             | 445                                             | 386                                             |

## Caracterização ambiental[3]
- Clima: Bioclima mediterrânico pluviestacional-oceânico;
- Ecologia: zona Sub-mediterrânica/Ibero-mediterrânica;
- Fitogeografia: zona Sul;
- Geologia: unidade litológica constituída por rochas eruptivas (Maciço de Beja);
- Geomorfológico: peneplanície do Baixo Alentejo;
- Pedologia: barros, Solos argiluviados pouco insaturados, solos calcários, solos incipientes, halomórficos e hidromórficos.